# Анатолій Фіолетов
Анато́лій Фіоле́тов, справжнє ім'я Натан Беньямінович Шор (рос. Анатолий Фиолетов; Натан Беньяминович Шор; *1897, Одеса — †14 (27) листопада 1918, Одеса) — російський поет-футурист, входив до літературних об'єднань «Колектив поетів» (рос. «Коллектив поэтов»), «Зелена лампа» (рос. «Зелёная лампа») та ін. Брат Осипа Шора.

## Біографія
Натан Шор народився 1897 року в м. Одеса. Його батьки були заможними людьми. Мати, Катерина Бергер, дочка відомого одеського банкіра, вийшла заміж за Беньяміна Шора, який був купцем 2-ї гільдії. У 1899 році народжується брат Натана — Осип. А в 1901 році у родині сталося велике горе: помирає батько Натана та Осипа.
Через деякий час мати виходить заміж за впливового купця Раппопорта із Санкт-Петербургу. Натан та Остап (саме так всі стали звати його брата Осипа) залишилися жити в діда, в Одесі.
В 1914 році Шор друкує власну збірку поезій «Зеленые агаты» під псевдонімом Анатолій Фіолетов. Збірка мала неабиякий успіх, про що говорить такий факт, як те, що вірші з неї друкували в провідних літературних журналах та газетах Петербургу і Москви. У гості до юнака стали приходити відомі письменники та поети: Валентин Катаєв, Зінаїда Шишова, Едуард Багрицький, а також інші.
Після закінчення гімназії Натан вирішує вступити до Новоросійського університету на юридичний факультет, що йому зрештою і вдається. Незважаючи на свій молодий вік, Натан був надзвичайно розумною і талановитою людиною. В1917 році у Росії відбувається Лютнева революція. Шор пішов працювати до карного розшуку міста Одеси, щоб допомагати людям, а також відчути смак роботи слідчого. Пліч-о-пліч з ним працював легендарний одеський слідчий Гончаров, брат Валентина Катаєва і майбутній класик радянської літератури Євген Петров. Згодом до них приєднався і Остап Шор.
У перервах між роботою Натан пише нові вірші, бере участь у виданні таких літературних альманахів як «Седьмое покрывало», «Чудо в пустыне».
Восени 1917 року Натан йде з органів безпеки, однак невдовзі знову повертається на посаду інспектора міліції. Незабаром мало відбутися його весілля із поетесою Зінаїдою Шишовою.
Але 14 листопада 1918 року Натан Шор, він же Анатолій Фіолетов, загинув від бандитської кулі. Є кілька версій його загибелі. За однією з них молодого поета застрелили, переплутавши його з братом Остапом. За іншою версією, Фіолетова застрелили разом зі слідчим Войцеховським, коли ті пішли подзвонити у майстерню на Великій Арнаутській, в будинку №100 .
Натан Шор був одним з найвідоміших поетів не лише Одеси, але й всієї Росії першої чверті ХХ ст. Про його вірші С. Бобович, друг дитинства поета, писав так:

У його наївних, трохи дитячих, трохи іронічних віршах така безодня художньої витонченості, така гармонійна хвиля гарного смаку і благородного чуття, така чарівна доброта...

## Збірки віршів
- «Зеленые агаты» (1914)
- «Авто  в  облаках» (1915)
- «Седьмое  покрывало» (1916)
- «Чудо в пустыне» (1917)
- «О лошадях простого звания»[3] (2000)